# Лоцзян (Цюаньчжоу)
Лоцзя́н (кит. упр. 洛江, пиньинь Luòjiāng) — район городского подчинения городского округа Цюаньчжоу провинции Фуцзянь (КНР).

## История
Во времена империи Тан в 621 году была создана Цюаньчжоуская область (泉州). В 684 году Цюаньчжоуская область была переименована в Ужунскую область (武荣州). В 700 году власти Ужунской области переехали в эти места, и с той поры началось их развитие. В 711 году Ужунская область была опять переименована в Цюаньчжоускую, а в 720 году для администрирования территории, на которой размещались областные власти, был образован уезд Цзиньцзян (晋江县).
После монгольского завоевания и образования империи Юань Цюаньчжоуская область была в 1278 году преобразована в Цюаньчжоуский регион (泉州路), власти которого также размещались в уезде Цзиньцзян. После свержения власти монголов и образования империи Мин «регионы» были переименованы в «управы» — так в 1368 году появилась Цюаньчжоуская управа (泉州府), власти которой по-прежнему размещались в уезде Цзиньцзян. После Синьхайской революции в Китае была проведена реформа структуры административного деления, в ходе которой управы были упразднены, поэтому в 1912 году Цюаньчжоуская управа была расформирована.
После образования КНР в 1949 году был создан Специальный район Цюаньчжоу (泉州专区), и уезд вошёл в его состав. В 1951 году урбанизированная часть уезда Цзиньцзян была выделена в отдельный городской уезд Цюаньчжоу. В 1955 году Специальный район Цюаньчжоу был переименован в Специальный район Цзиньцзян (晋江专区). В 1971 году Специальный район Цзиньцзян был переименован в Округ Цзиньцзян (晋江地区).
Постановлением Госсовета КНР от 14 мая 1985 года были расформированы округ Цзиньцзян и городской уезд Цюаньчжоу, и образован городской округ Цюаньчжоу; территория бывшего городского уезда Цюаньчжоу стала районом Личэн в его составе.
Постановлением Госсовета КНР от 3 июня 1997 года из района Личэн были выделены районы Фэнцзэ и Лоцзян.

## Административное деление
Район делится на 2 уличных комитета, 3 посёлка и 1 волость.